# École Érasistratide
L'école Érasistratide est une école médicale antique, qui diffusa et défendit les thèses de son fondateur Érasistrate de Céos. Son centre le plus actif se situait à Smyrne en Asie mineure.

## La défense doctrinale du fondateur
Ils tentèrent de défendre le dogme d'Érasistrate qui pensait que les artères ne véhiculaient que le "pneuma" (Πνεμα).
Pour eux, le sang qui pouvait s'échapper d'une artère coupée provenait du reste du corps, et par capillarité trouvait moyen d'emprunter par accident les canaux artériels.
Les Érasistratéens précisent aussi que le corps humain ressemble à une sorte d'"outre" remplie - ou une sorte d'objet flexible - qui, lorsqu’elle est percée, laisse s’échapper à travers elle le souffle (Πνεuμα) et l’humeur.

## Ses principaux membres
- Démétrios d'Apamée, médecin à Alexandrie exerçant à une date inconnue entre le IIIe et Ier siècle av. J.-C.[3].
- Apollophane (médecin) de Seleucie, médecin officiel à la cour des rois Seleucos II, Antiochos III " le grand "[4].
- Artémidore de Sidè (en exercice vers le II/Ier siècle av. J.-C. ?)[5].
- Hikésios (de Smyrne ?), actif vers le Ier siècle av. J.-C.[6].
- Ménodoros (ami et collègue d'Hikésos).
- Hermogène de Smyrne, médecin, historien et géographe[7]...

### Les axes de recherche de l'école d'Érasistrate
Les plus marquants disciples de la "secte" médicale d'Érasistrate ont enrichi et développé l'activité initiée par leur fondateur.
Quelques écrivains antiques tels Galien ou Pline nous donnent quelques précisions à ce sujet.
La recherche en pharmacopée notamment végétale, les études gynécologiques, les analyses des maladies semblent avoir fait partie des occupations des disciples d'Érasistrate.
L'école semble ainsi avoir perpétué l’éclectisme médical sans exclusion.
| médecins                 | période d'activité                | axe de recherches et compétences       | titre des traités                              | occurrences des témoignages antiques        |
| ------------------------ | --------------------------------- | -------------------------------------- | ---------------------------------------------- | ------------------------------------------- |
| Démétrios d'Apamée       | 250/150 av. J.-C. Alexandrie      | gynécologie, thérapeutique             | Sur les maladies (12 livres) sur les symptômes | Soranos d'Ephèse, Célius Aurélien           |
| Apollophanes de Séleucie | 250/180e av. J.-C. Cour Séleucide | pharmacologie                          | sur les remèdes ?                              | Galien, Polybe                              |
| Artémidore de Sidè       | 200/100 av. J.-C.                 | maladies                               | sur la rage                                    | Célius Aurélien                             |
| Hikésios                 | 100/40 av. J.-C. Smyrne           | thérapeutiques alimentaire et végétale | sur la matière pour la santé                   | Strabon, Pline, Galien, Athénée             |
| Ménodoros                | 100/40 av. J.-C. Smyrne           | pharmacologie, chirurgie               | sur la chirurgie ?                             | Héliodore, Galien, fragment de papyrus      |
| Hermogène de Smyrne      | 25/100 apr. J.-C. Smyrne          | médecine, polygraphie                  | divers traités médicaux                        | Galien, inscription CIG 3311 British Museum |